# Cetore
Cetore (italijansko Settore) so naselje v Slovenski Istri, ki upravno spada pod Občino Izola.
Vas se nahaja v Šavrinskem gričevju (Savrinia), na prisojnem pobočju, vzhodno pod Malijskim hribom. Zaselek Medljan je nižje na pobočju, nad potokom Medljanščica (Modiano). Po drugi svetovni vojni se je vas imenovala Vinica, od 1988 pa ima spet staro ime.